# Воліков Василь Гаврилович
Василь Гаврилович Воліков (нар. 15 липня 1938, село Крива Лука, тепер Лиманського району Донецької області) — український радянський діяч, залізничник, Герой Соціалістичної Праці (3.08.1984). Депутат Верховної Ради УРСР 8—11-го скликань.

## Біографія
Народився в селянській родині. Освіта середня спеціальна. Закінчив Слов'янський залізничний технікум Донецької області.
У 1957—1960 роках — служба в Радянській армії.
З 1960 року працював техніком, поїзним кочегаром, помічником машиніста.
З 1964 року — машиніст електровоза локомотивного депо Красний Лиман імені 50-річчя Радянської України Донецької залізниці.
Член КПРС з 1974 року.
Потім — на пенсії в місті Красний Лиман (Лиман) Донецької області.

## Нагороди
- Герой Соціалістичної Праці (3.08.1984)
- два ордени Леніна (13.05.1977, 3.08.1984)
- орден Трудового Червоного Прапора (28.02.1974)
- медалі
- Всесоюзна премія імені Петра Кривоноса